# Taishō Shinshū Daizōkyō

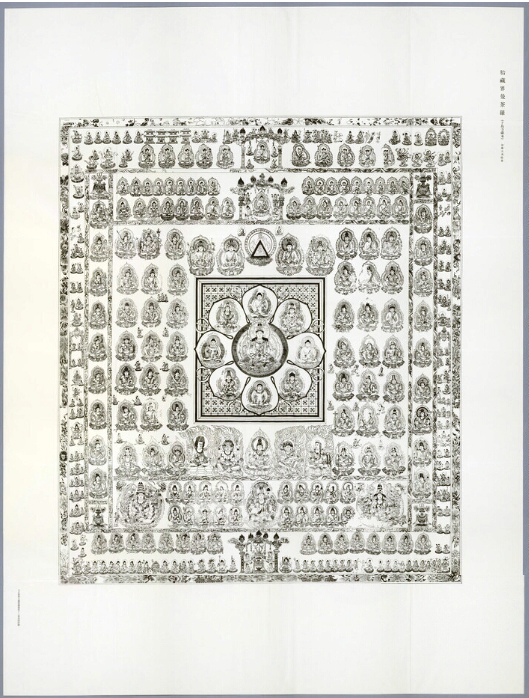
Una pagina illustrata del I volume del Taishō Shinshū Daizōkyō

Il Taishō Shinshū Daizōkyō (大正新修大藏經, "Nuova edizione del canone buddista nell'Era Taishō") è l'edizione moderna giapponese del Canone buddista cinese, curata da Takakusu Junjirō (高楠順次郎, 1866–1945) e Watanabe Kaigyoku (渡辺海旭, 1872–1933). Stampata tra il 1924 e il 1935, durante l'Era Taishō, è l'edizione di riferimento per gli studiosi.
Il Taishō Shinshū Daizōkyō si compone di 85 volumi rilegati (ogni volume comprende circa mille pagine) che raccolgono 2.920 testi, a cui vanno aggiunti ulteriori 12 volumi contenenti le iconografie e tre volumi contenenti i cataloghi e le bibliografie, per complessivi 100 volumi.

## Guida alla consultazione della edizioneTaishō Shinshū Daizōkyōdel Canone buddista cinese
L'edizione del Canone buddista cinese, di riferimento per gli studiosi, è quella in 85 volumi di stile occidentale edita in Giappone (Tokyo, 1924-1929) e contenente 2.920 testi più 3.136 supplementi inaugurata durante il periodo Taishō, e detta comunemente Canone dell'Era Taishō (大正新脩大蔵經 Taishō Shinshū Daizōkyō).
L'acronimo di questa edizione è "T.D." oppure "T". Generalmente se ci si riferisce ad un testo nella sua interezza, si cita, dopo l'acronimo, il numero della sezione del Canone in cui esso è inserito. Così se ci vogliamo riferire al Móhē Zhǐguān (摩訶止觀, Grande trattato di calma e discernimento di Zhìyǐ) lo segnaliamo come "T.D. 1911" dove il numero 1911 indica il numero della sezione. Se invece vogliamo segnalare solo la parte di un testo, ad esempio la biografia di Huìsī che si trova nel Xùgāosēngzhuàn (續高僧傳), il quale corrisponde al T.D. 2060, lo indichiamo come "50.562b-564a", dove 50 si riferisce al volume del Taishō Shinshū Daizōkyō, mentre il testo interessato parte dalla colonna "b" della pagina 562 fino alla colonna "a" della pagina 564. Ci sono ventinove linee in ogni colonna di ogni pagina del Taishō Shinshū Daizōkyō, se la lettera indicante la colonna è seguita anche da un altro numero, ad esempio "50.562b3", questo numero, il "3", indica la linea.

## Struttura delTaishō Shinshū Daizōkyō
Volumi 1–2: Āgama (Āhánbù 阿含部 Agon-bu)
Contengono quattro Āgama di alcune scuole del Buddismo dei Nikāya che corrispondono ai primi quattro Nikāya della letteratura canonica in Pāli (Canone pāli).
| Sezioni               | Volumi | Testi n. |
| --------------------- | ------ | -------- |
| Āhánbù 阿含部 Agon-bu | 1–2    | 1–151    |

Volumi 3–4: Avadāna (Běnyuánbù 本緣部 Hon'en-bu)
Contengono, tra gli altri, gli Avadāna, racconti delle vite antecedenti del Buddha Shakyamuni di derivazione Sarvāstivāda simili agli Jātaka del Canone pāli, ma con evidenti aggiunte Mahāyāna.
| Sezione                    | Volume | Testi n. |
| -------------------------- | ------ | -------- |
| Běnyuánbù 本緣部 Hon'en-bu | 3–4    | 152–219  |

Volumi 5–8: Prajñāpāramitā (Bōrěbù 般若部 Hannya-bu)
Contengono i Prajñāpāramitāsūtra, sūtra di tradizione Mahāyāna. A questa classe appartengono il Sutra del Cuore e il Sutra del Diamante.
| Sezione                 | Volume | Testi n. |
| ----------------------- | ------ | -------- |
| Bōrěbù 般若部 Hannya-bu | 5–8    | 220–261  |

Volume 9 (a): Saddharmapuṇḍarīkasūtra (Sutra del Loto) (Fǎhuābù 法华部 Hokke-bu)
È il volume del Sutra del Loto e di altri sūtra ad esso collegati.
| Sezione                 | Volume | Testi n. |
| ----------------------- | ------ | -------- |
| Fǎhuābù 法华部 Hokke-bu | 9      | 262–277  |

Volumi 9 (b)-10: Avataṃsaka (Huāyánbù 华严部 Kegon-bu)
Contiene il Buddhavataṃsakasūtra e altri testi ad esso collegati.
| Sezione                  | Volumi | Testi n. |
| ------------------------ | ------ | -------- |
| Huāyánbù 华严部 Kegon-bu | 9-10   | 278–309  |

Volumi 11-12 (a): Ratnakūţa (Bǎojībù 寶積部 Hōshaku-bu)
Contiene il Ratnakūṭasūtra e altri sūtra collegati, soprattutto di riferimento per le scuole della Terra Pura.
| Sezione                   | Volume | Testi n. |
| ------------------------- | ------ | -------- |
| Bǎojībù 寶積部 Hōshaku-bu | 11-12  | 310–373  |

Volume 12 (b): Mahāparanirvāna (Nièpánbù 涅槃部 Nehan-bu)
Contiene diverse traduzioni del Mahāyāna Mahāparinirvāṇa-sūtra.
| Sezione                  | Volume | Testi n. |
| ------------------------ | ------ | -------- |
| Nièpánbù 涅槃部 Nehan-bu | 12     | 374–396  |

Volume 13: Mahāsamnipāta (Dàjíbù 大集部 Daishū-bu)
Contiene il Mahāsamnipatasūtra e altri testi ad esso collegati.
| Sezione                 | Volume | Testi n. |
| ----------------------- | ------ | -------- |
| Dàjíbù 大集部 Daishū-bu | 13     | 397–424  |

Volumi 14–17: Miscellanea di sūtra (Jīngjíbù 經集部 Kyōshū-bu)
Contengono diversi sūtra, soprattutto di tradizione Mahāyāna.
| Sezione                   | Volumi | Testi n. |
| ------------------------- | ------ | -------- |
| Jīngjíbù 經集部 Kyōshū-bu | 14-17  | 425–847  |

Volumi 18–21: Testi del buddismo esoterico (Mìjiàobù 密教部 Mikkyō-bu)
Contengono diversi sūtra di riferimento per il buddismo esoterico.
| Sezione                   | Volumi | Testi n. |
| ------------------------- | ------ | -------- |
| Mìjiàobù 密教部 Mikkyō-bu | 18-21  | 848–1420 |

Volumi 22–24: Vinaya (Lǜbù 律部 Ritsu-bu)
Contengono i vinaya di cinque scuole del Buddismo dei Nikāya e i sutra per l'ordinazione dei Bodhisattva.
| Sezione            | Volumi | Testi n.  |
| ------------------ | ------ | --------- |
| Lǜbù 律部 Ritsu-bu | 22–24  | 1421–1504 |

Volumi 25–26: Commentari (Shìjīnglùnbù 釋經論部 Shakukyōron-bu)
Contengono commentari e sintesi dei vinaya e dei śāstra (cin. lùn) e commentari Mahāyāna alla sezione degli Āhánbù e dei Bōrěbù. 
| Sezione                              | Volumi | Testi n.  |
| ------------------------------------ | ------ | --------- |
| Shìjīnglùnbù 釋經論部 Shakukyōron-bu | 25–26  | 1505–1535 |

Volumi 26–29: Abhidharma (Pítánbù 毘曇部 Bidon-bu)
Contengono gli Abhidharma e i loro commentari.
| Sezione                 | Volumi | Testi n.  |
| ----------------------- | ------ | --------- |
| Pítánbù 毘曇部 Bidon-bu | 26–29  | 1536–1563 |

Volume 30 (a): Madhyamaka (Zhōngguānbùlèi 中觀部類 Chūgan-burui)
Contiene gli scritti della scuola dei Mādhyamika, tra cui le opere di Nāgārjuna.
| Sezione                              | Volume | Testi n.  |
| ------------------------------------ | ------ | --------- |
| Zhōngguānbùlèi 中觀部類 Chūgan-burui | 30     | 1564–1578 |

Volumi 30 (b)-31: Cittamātra (Yúqiébùlèi 瑜伽部類 Yuga-burui)
Contiene i testi della scuola Cittamātra.
| Sezione                        | Volumi | Testi n.  |
| ------------------------------ | ------ | --------- |
| Yúqiébùlèi 瑜伽部類 Yuga-burui | 30-31  | 1579–1627 |

Volume 32: Trattati di logica e antologie (Lùnjíbù 论集部 Ronshū-bu)
Contiene diversi trattati di logica e commentari, ma anche lo Nāgasenabhiksusūtra, il corrispettivo del Milindapañha in pali.
| Sezione                  | Volume | Testi n.  |
| ------------------------ | ------ | --------- |
| Lùnjíbù 论集部 Ronshū-bu | 32     | 1628–1692 |

| Dal volume 33 al volume 55 compresi vengono raccolte nel Canone le opere di autori cinesi. |
| ------------------------------------------------------------------------------------------ |

Volumi 33-39: Commentari di autori cinesi ai sūtra (Jīngshūbù 經疏部 	Kyōsho-bu) 
Raccolgono 151 opere di commento di diversi autori cinesi ai sūtra Mahāyāna riportati nelle sezioni precedenti.
| Sezione                    | Volume | Testi n.  |
| -------------------------- | ------ | --------- |
| Jīngshūbù 經疏部 Kyōsho-bu | 33-39  | 1693–1803 |

 Volume 40 (a): Commentari di autori cinesi ai vinaya (Lǜshūbù 律疏部 Rissho-bu ) 
Raccolgono opere di commento di diversi autori cinesi ai vinaya  riportati nelle volumi 22-24.
| Sezione                  | Volume | Testi n.  |
| ------------------------ | ------ | --------- |
| Lǜshūbù 律疏部 Rissho-bu | 40     | 1804–1815 |

 Volumi 40 (b)-44 (a): Commentari di autori cinesi agli śāstra (Lǜnshūbù 論疏部 Ronsho-bu) 
Raccolgono opere di commento di diversi autori cinesi agli śāstra  riportati nelle sezioni precedenti.
| Sezione                   | Volumi | Testi n.  |
| ------------------------- | ------ | --------- |
| Lǜnshūbù 論疏部 Ronsho-bu | 40-44  | 1816–1850 |

 Volumi 44 (b)-48: Scritti scolastici cinesi (Zhūzōngbù 諸宗部 Shoshū-bu) 
Raccolgono opere esegetiche di scuole cinesi.
| Sezione                    | Volumi | Testi n.  |
| -------------------------- | ------ | --------- |
| Zhūzōngbù 諸宗部 Shoshū-bu | 44-48  | 1851–2025 |

Volumi 49-52: Storiografia (Shǐchuánbù 史傳部 Shiden-bu)
44 testi tra documenti e storiografia.
| Sezione                     | Volumi | Testi n.  |
| --------------------------- | ------ | --------- |
| Shǐchuánbù 史傳部 Shiden-bu | 49-52  | 2026–2120 |

Volumi 53-54 (a): Enciclopedie e lessici (Shìhuìbù 事彙部 Shiden-bu)
Opere enciclopediche, lessici fonetici e semantici.
| Sezione                   | Volumi | Testi n.  |
| ------------------------- | ------ | --------- |
| Shìhuìbù 事彙部 Shiden-bu | 53-54  | 2121–2136 |

Volume 54 (b): Opere religiose non buddiste (Wàijiàobù 外教部 Gekyō-bu)
Opere cinesi di altre religioni (Samkya, Nestoriani, Daoisti, Manichei, etc.) relative al Buddismo. 
| Sezione                   | Volume | Testi n.  |
| ------------------------- | ------ | --------- |
| Wàijiàobù 外教部 Gekyō-bu | 54     | 2137–2144 |

Volume 55: Cataloghi delle scritture (Mùlùbù 目錄部 Mokuroku-bu)
Cataloghi.
| Sezione                   | Volume | Testi n.  |
| ------------------------- | ------ | --------- |
| Mùlùbù 目錄部 Mokuroku-bu | 55     | 2145–2184 |

| Dal volume 56 al volume 84 compresi vengono raccolte nel Canone le opere di autori giapponesi. |
| ---------------------------------------------------------------------------------------------- |

 Volumi 56-61: Scritti buddisti giapponesi (Xùjīngshūbù 續經疏部 Zokukyōsho-bu) 
Letteratura secondaria, copie, registrazioni, iconografia.
| Sezione                            | Volumi | Testi n.  |
| ---------------------------------- | ------ | --------- |
| Xùjīngshūbù 續經疏部 Zokukyōsho-bu | 56-61  | 2185–2245 |

 Volumi 62-84: Scritti buddisti giapponesi 
Contiene gli scritti di importanti autori del Buddismo giapponese.
| Sezione                            | Volumi | Testi n.  |
| ---------------------------------- | ------ | --------- |
| Xùlùshūbù 续律疏部                 | 62     | 2246–2248 |
| Xùlùnzhūbù 续论疏部                | 63–70  | 2249–2295 |
| Xùzhūzōngbù 續諸宗部 (parte 1–7)   | 70–76  | 2296–2410 |
| Xùzhūzōngbù 續諸宗部 (parte 8–10)  | 77–79  | 2411–2542 |
| Xùzhūzōngbù 續諸宗部 (parte 11–13) | 80–82  | 2543–2607 |
| Xùzhūzōngbù 續諸宗部 (parte 14–15) | 83–84  | 2608–2731 |

Volume 85: Testi antichi rinvenuti dagli inizi del XX secolo e testi di dubbia provenienza (apocrifi) (Gŭyìbùquán ．Yísìbù 古逸部全．疑似部 Koitsu-bu ．Giji-bu)
Qui sono raccolti diverse opere e  frammenti provenienti dalle Grotte di Mogao situate nei pressi di [Dunhuang] (provincia del Gansu), il cui contenuto fu scoperto agli inizi del XX secolo. 
| Sezione                                                  | Volume | Testi n.  |
| -------------------------------------------------------- | ------ | --------- |
| Gŭyìbùquán ．Yísìbù 古逸部全．疑似部 Koitsu-bu ．Giji-bu | 85     | 2732–2920 |

Volumi 86-97: Iconografie (Túxiàngbù 圖像部 Zuzō-bu)

Iconografie e commentari moderni.
| Sezione                  | Volumi | Testi n. |
| ------------------------ | ------ | -------- |
| Túxiàngbù 圖像部 Zuzō-bu | 86-97  |          |

Volumi 98-100: Bibliografie e cataloghi (Zǒngmùlù 總目錄 Sōmokuroku)
Bibliografie e cataloghi.
| Sezione                    | Volumi | Testi n. |
| -------------------------- | ------ | -------- |
| Zǒngmùlù 總目錄 Sōmokuroku | 98-100 |          |